# Эйнауди, Людовико
Людови́ко Эйна́уди (итал. Ludovico Einaudi; род. 23 ноября 1955, Турин, Италия) — итальянский композитор и пианист. Обучался в Миланской консерватории имени Джузеппе Верди, а также у композитора Лучано Берио. Начал свою карьеру в качестве классического композитора, вскоре добавив в свои произведения другие стили, включая поп- и рок-музыку, этническую и народную музыку. В своей музыке Эйнауди также часто использовал стиль эмбиент. Его музыка часто медитативная и интроспективная, с опорой на минимализм и современную поп-музыку.
Написал музыку для таких фильмов, как «1+1» и «Я всё ещё здесь», телевизионных мини-сериалов «Доктор Живаго» (2002) и Acquario (1996). За Acquario получил премию Grolla d'oro в номинации «Лучший саундтрек». Выпустил несколько альбомов с произведениями для фортепиано с оркестром. Записал трек с Адриано Челентано в 2007 году к юбилейному сороковому альбому актёра.

## Ранняя жизнь и образование
Эйнауди родился в Турине. Его дед Луиджи Эйнауди — президент Италии в период с 1948 по 1955 годы; его отец Джулио Эйнауди — издатель, работавший с такими авторами как Итало Кальвино и Примо Леви. Мать Людовико Эйнауди умела играть на фортепиано и часто играла сыну в детстве. Он начал писать музыку ещё юношей, первые работы были для акустической гитары.
Образование своё начал в Консерватории им. Верди в Милане, получив в 1982 году диплом. В этом же году он начал учиться у композитора Лучано Берио и участвовал в Тэнглвудском музыкальном фестивале.
По словам Эйнауди,

Берио делал интересные вещи с африканским вокалом и ещё делал аранжировки песен Beatles. Он учил меня, что в музыке должно быть внутреннее достоинство. Я изучал у него оркестровку и перенял от него очень открытый взгляд на музыку.
Оригинальный текст (англ.)Berio did some interesting work with African vocal music and did some arrangements of Beatles songs, and he taught me that there is a sort of dignity inside music. I learnt orchestration from him and a very open way of thinking about music.
— 
Также Эйнауди сотрудничал с такими музыкантами, как Боллэйк Сиссоко из Мали и Дживан Гаспарян из Армении.

## Карьера

### 1980 годы
После учёбы в консерватории в Милане и у Берио, он провёл несколько лет, сочиняя в традиционных формах, сочинил в том числе несколько камерных композиций. Уже вскоре он получил международное внимание, и его музыка звучала в таких престижных местах, как театр Ла Скала, Тэнглвудский фестиваль, Линкольн-центр, а также в Центре исполнительских видов искусства UCLA.
В середине 1980-х он находился в поиске своего лица в музыке, что выразилось в серии танцевальных и мультимедийных работ, а затем и работ для фортепиано.

### Саундтреки
В середине 1990-х годов Эйнауди использовал свой неповторимый стиль для сочинения музыки для кинофильмов. Он начал с двух фильмов Микеле Сордилло (итал. Michele Sordillo): Da qualche parte in città (1994) и Acquario (1996), за саундтрек к последнему получил премию Grolla d’Oro. В 1998 году написал саундтрек к Treno di Panna, и в том же году партитуру к Giorni dispari Доминика Тамбаско (итал. Dominick Tambasco).
В 2000 году Эйнауди сотрудничал с Антонелло Гримальди в работе над фильмом Un delitto impossibile, он также написал саундтрек для фильма Fuori dal mondo, который был номинирован на премию «Оскар» и за который он получил премию Echo Klassik в Германии в 2002 году. После выхода дебютного альбома Эйнауди, некоторые его фрагменты были включены в фильм Aprile (итал. Aprile) Нанни Моретти. В 2002 году его саундтрек к Свет моих очей (итал. Luce dei miei occhi) был назван лучшим саундтреком года на вручении премии Italian Music Awards.
В том же 2002 году он получил итальянскую награду за лучшую партитуру (Best Film Score) к фильму Свет моих очей (итал. Luce dei miei occhi). А журнал Allmusic высоко оценил партитуру к мини-сериалу «Доктор Живаго», дав яркую рецензию и оценку в 4,5 из 5 звезд, сравнивая Эйнауди с Морисом Жарром — автором партитуры предыдущей экранизации романа.
В 2004 году его саундтрек к фильму «Странное преступление» получил приз за лучшую музыку к фильму на фестивале Avignon Film Festival.
В 2010 году Эйнауди написал музыку для трейлера фильма «Чёрный лебедь». С тех пор он не только сам сочинял саундтреки к фильмам, но и его музыка использовалась в качестве саундтрека. Его музыка Due Tramonti была использована в фильме «Я всё ещё здесь» (2010) режиссёра Кейси Аффлека; произведение Nuvole Bianche использовано в фильме «Астрал» (2010) режиссёра Джеймса Вана, в британской ТВ-драме «Это Англия 86» и в сериале «Дерек» (2012) режиссёра и исполнителя главной роли Рикки Джервейса. Для «1+1» (2011), самого кассового фильма в истории Франции, использовались такие треки Эйнауди как «Fly», «Writing Poems», «L’origine nascosta», «Cache-cache», «Una Mattina» и «Primavera». В фильме «Это Англия» использованы такие произведения, как «Fuori Dal Mondo», «Ritornare» и «Dietro casa». Британский телевизионный сериал «Это Англия 88» также включал треки «Fuori Dalla Notte», «Solo» (бонус-трек с альбома Nightbook), «Berlin Song» и «Distacco». В 2020 году его музыка была использована в фильмах «Nomadland» и «The Father».

### Сольные релизы

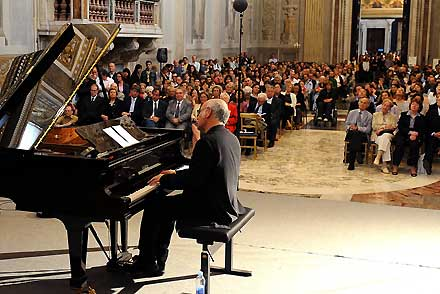
Людовико Эйнауди в Квиринальском дворце в 2008 году

Эйнауди подписал контракт с Decca Records и издаётся в музыкальном издательстве Chester Music Limited, входящим в холдинг Music Sales Group of Companies.
После мультимедийного вдохновения — альбома Time Out в 1988 году, в 1992 году он выпустил альбом Stanze, который сочинил для арфы. Альбом исполняется Сесилией Шайи — одной из первых музыкантов, играющих на электро-арфе. Эйнауди выпустил первый сольный фортепианный альбом Le Onde в 1996 году на BMG. В основе альбома лежит роман «Волны» британской писательницы Вирджинии Вульф, имевший особенный успех в Италии и Великобритании. Альбом 1999 года Eden Roc с короткими пьесами также выпущен на BMG, для этого проекта Эйнауди сотрудничал с армянским мастером игры на дудуке Дживаном Гаспаряном.
Следующий сольный фортепианный альбом Эйнауди I Giorni (2001) создан под впечатлениями, полученными им в африканских путешествиях. Сольный трек с тем же названием I Giorni был использован в рекламной кампании художественных и культурных программ BBC, его также часто ставил в эфир Грега Джеймса в 2011 году на BBC Radio 1. Джеймс отметил, что он нашёл своеобразную «лечебную пьесу». Из-за частых появлений в радиоэфире в июне песня даже вошла в UK Singles Chart на 32-м месте (12 июня 2011 года).
Концерт в «Ла Скала» 03.03.03 (концертный альбом 2004 года) — это запись концерта Эйнауди в театре «Ла Скала» в Милане 3 марта 2003 года. Его альбом 2003 года Diario Mali — результат творческого союза Эйнауди (игравшего для альбома на фортепиано) и малийского музыканта Боллэйка Сиссоко, играющего на коре. В 2004 году Эйнауди выпустил альбом Una Mattina на студии Decca Records. В 2006 году вышел его альбом Divenire (фортепиано с оркестром), ставший «золотым» в Италии. Особенно высоко оценили критики трек «Primavera», он записан Королевским филармоническим оркестром Ливерпуля с Эйнауди за фортепиано. Вскоре после выпуска альбома композитор отправился на гастроли по Великобритании, играя произведения из альбома и оркестровые аранжировки других произведений. Альбом возглавил чарт классической музыки ITunes.
В октябре 2009 года вышел альбом Nightbook, показавший, что Эйнауди взял новое направление в музыке, соединив синтезированные звуки с его сольной игрой на фортепиано. Этот альбом — реакция на произведения немецкого художника и скульптора Ансельма Кифера. Альбом был также вдохновлён барабанами и электроникой Whitetree Project — трио, сформированного Эйнауди с Робертом и Рональдом Липпоками из немецкой электронной группы To Rococo Rot. В Италии альбом тоже стал «золотым», разойдясь более чем 35 тысячами экземпляров.
Альбом In a Time Lapse был выпущен 21 января 2013 года и сопровождался рекламными турами по США и Канаде. Эйнауди также появился на радио KCRW в Лос-Анджелесе. 17 сентября 2013 года Эйнауди исполнил различные песни из альбома In a Time Lapse вместе с ансамблем на ежегодном фестивале ITunes в The Roundhouse в Лондоне.
Альбом Эйнауди Elements (2015) — первый за последние 20 лет альбом классической музыки, попавший в британский чарт «Топ-20».
В марте 2016 в здании Королевского филармонического оркестра Ливерпуля состоялся премьерный концерт Эйнауди для фортепиано под названием «Домино».
В 2016 году Людовико Эйнауди в сотрудничестве с Greenpeace привлёк внимание к вопросу сохранения Арктики. На рояле, установленном на платформе, плывущей вдоль тающего ледника Валенбергбрин на Земле Оскара II, он сыграл «Элегию Арктике».

## Награды
Офицер ордена «За заслуги перед Итальянской Республикой» (26 мая 2005 года, Рим).

## Альбомы
- Time Out (1988, BMG Ricordi)

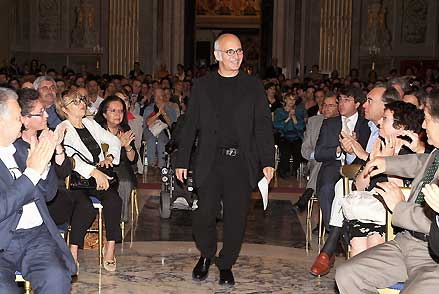
Людовико Эйнауди в 2008 году

- Stanze[англ.] (арфа) (1992, BMG Ricordi)
- Salgari (1995, BMG Ricordi)
- Le Onde[англ.] (фортепиано) (1996, BMG Ricordi)
- Fuori dal Mondo (1998, BMG Ricordi)
- Ultimi Fuochi (1998, BMG Ricordi)
- Eden Roc[англ.] (фортепиано и струнные) (1999, BMG Ricordi)
- I Giorni[англ.] (фортепиано) (2001, BMG Ricordi)
- Luce dei miei Occhi (2001, BMG Ricordi)
- Dr. Zhivago (2002, BMG Ricordi)
- Le parole di mio padre (2003, BMG Ricordi)
- Diario Mali[англ.] (фортепиано и кора) (2003, Ponderosa IRD)
- Echoes: The Einaudi Collection (2004)
- La Scala Concert 03.03.03 (2004)
- Una Mattina[англ.] (фортепиано и виолончель) (2004, Ponderosa Music / Art / Decca / Sony Classical)
- Divenire[англ.] (фортепиано и струнный квартет) (2007, Ponderosa Music / Art / Decca)
- Nightbook[англ.] (фортепиано, электроника) (2009, Ponderosa Music / Art / Decca)
- Cloudland (проект записан группой Whitetree) (2009, Ponderosa Music / Art)
- The Royal Albert Hall Concert (2010, Ponderosa Music / Art)
- Islands (2011, Decca (UMO))
- In a Time Lapse (2013, Ponderosa Music / Art / Decca)[24][25]
- Taranta Project (фортепиано, электроника, оркестр, виолончель, кора) (2015)
- Elements[англ.] (фортепиано, электроника, оркестр) (2015, UME (USM))
- Seven Days Walking: Day One (15 марта 2019)
- Seven Days Walking: Day Two (19 апреля 2019)
- Seven Days Walking: Day Three (17 мая 2019)
- Seven Days Walking: Day Four (21 июня 2019)
- Seven Days Walking: Day Five (19 июля 2019)
- Seven Days Walking: Day Six (16 августа 2019)
- Seven Days Walking: Day Seven (20 сентября 2019)
- 12 Songs From Home (2020)
- Einaudi Undiscovered (2020, Decca)
- Cinema (2021, Decca)
- Underwater (21 января 2022, Decca)[26]

## Музыка к фильмам
- Treno di panna (режиссёр Андреа Де Карло, 1988)
- Da qualche parte in città (режиссёр: Микеле Сордилло, 1994)
- Acquario (режиссёр: Микеле Сордилло, 1996)
- Aprile (режиссёр: Нанни Моретти, 1998)
- Giorni dispari (режиссёр: Доминик Тамбаско, 1998)
- Fuori dal mondo (режиссёр: Джузеппе Пиччони, 1999)
- La vita altrui (режиссёр: Микеле Сордилло, 2000)
- Un delitto impossibile (режиссёр: Антонелло Гримальди, 2000)
- Le parole di mio padre (режиссёр: Франческа Коменчини, 2001)
- Alexandreia (режиссёр: Мария Ильеу, 2001)
- Luce dei miei occhi (режиссёр: Джузеппе Пиччони, 2002) — Премия Italian music award за лучшую музыкальную тему
- Doctor Zhivago (телевизионный мини-сериал, режиссёр: Джакомо Кампиотти, 2002)
- Sotto falso nome (режиссёр: Роберто Андо, 2004) — приз за лучшую музыку к фильму на Avignon Film Festival в 2004 году
- Это Англия (режиссёр: Шейн Медоуз, 2006)
- Это Англия 86 (режиссёр: Шейн Медоуз, 2010)
- «Звёздные врата: Вселенная», эпизод «Патоген» (2010)
- Sangandaan, эпизод Landas ng Buhay (2010)
- Я всё ещё здесь (режиссёр: Кейси Аффлек, 2010)
- Das Ende ist mein Anfang (2010)
- трейлер Черный лебедь (режиссёр: Даррен Аронофски, 2010)[9]
- Elena — Mysterio ng Kahapon (2011)
- Это Англия 88 (режиссёр: Шейн Медоуз, 2011)
- 1+1[7] — (режиссёр: Оливье Накаш и Эрик Толедано, 2011)
- Дж. Эдгар — (режиссёр: Клинт Иствуд, 2012)[9]
- сериал Derek пилотная серия — (режиссёр: Рики Джервейс, 2012)
- Искатель воды — (режиссёр: Рассел Кроу, 2014)[9]
- Мамочка — (режиссёр: Ксавье Долан, 2014)[9]
- Самба (режиссёр: Оливье Накаш и Эрик Толедано, 2014)[9]
- «Это Англия ’90» — (режиссёр: Шейн Медоуз, 2015)
- Ограбление по Фрейду
- Третье убийство (режиссёр: Хирокадзу Корээда, 2017)
- «Земля кочевников» (режиссёр: Хлоя Чжао, 2020)
- Отец (режиссёр: Флориан Зеллер, 2020)